# Щеврик дракенберзький
Щеврик дракенберзький (Anthus hoeschi) — вид горобцеподібних птахів родини плискових (Motacillidae).

## Поширення
Вид розмножується в Драконових горах на території Лесото та ПАР. У негніздовий період мігрує на північ до Анголи, Демократичної Республіки Конго та Замбії. Його природним середовищем існування є субтропічні або тропічні високогірні луки.